# Vie éternelle

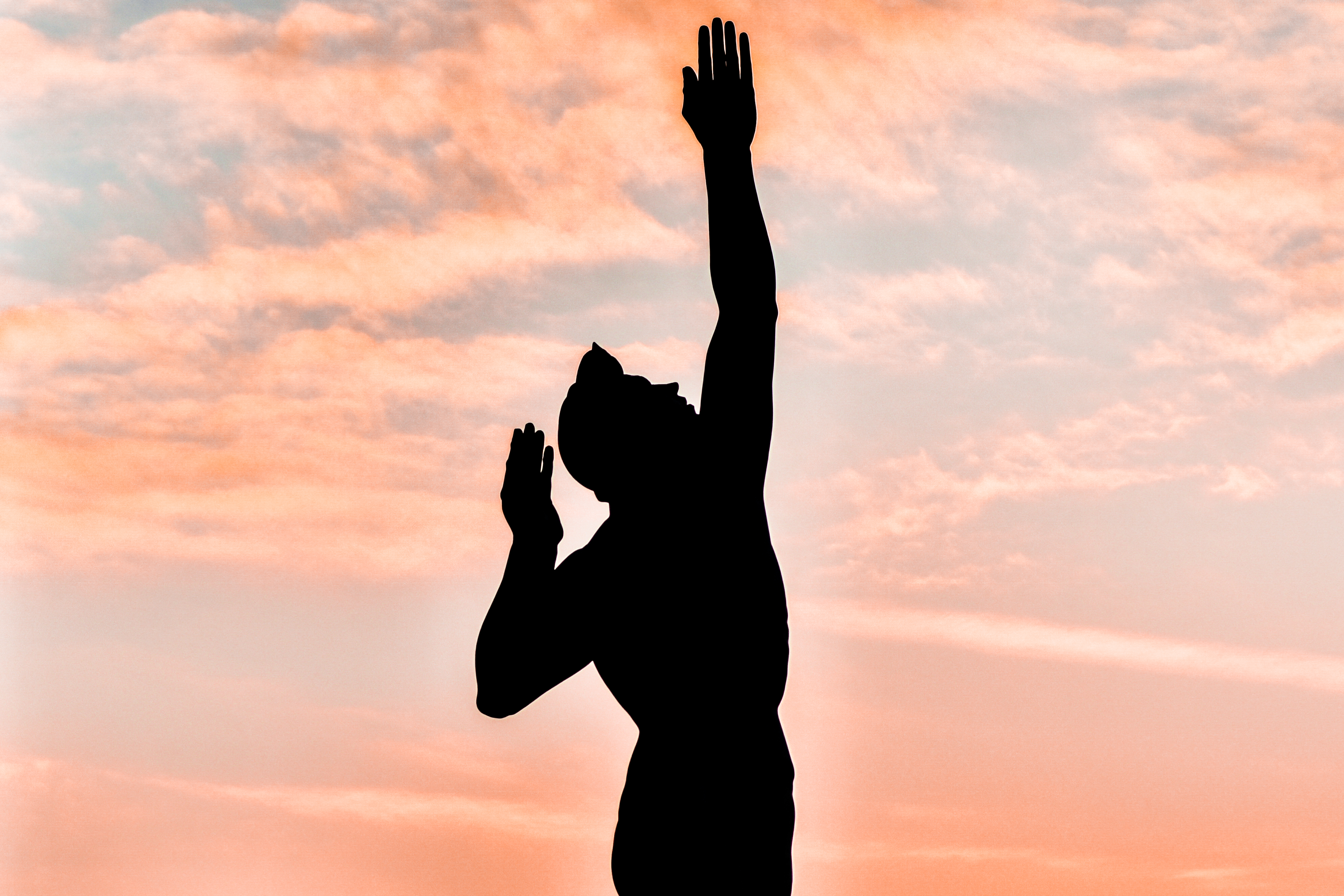
Fontaine de la vie éternelle à Cleveland.

La vie éternelle est perçue par les peuples différemment à travers les époques et les religions.

## Selon les époques et les religions

### Néolithique
À l'époque néolithique, les peuples croient à l'existence de l'âme, principe différent du corps. Ils élèvent des monuments de taille monumentale où ils conservent les corps, matrices de l'âme. La chambre située en dessous des dolmens est fermée par une porte qui possède un trou par lequel pourront sortir les esprits des corps inhumés.

### Égyptiens de l'Antiquité

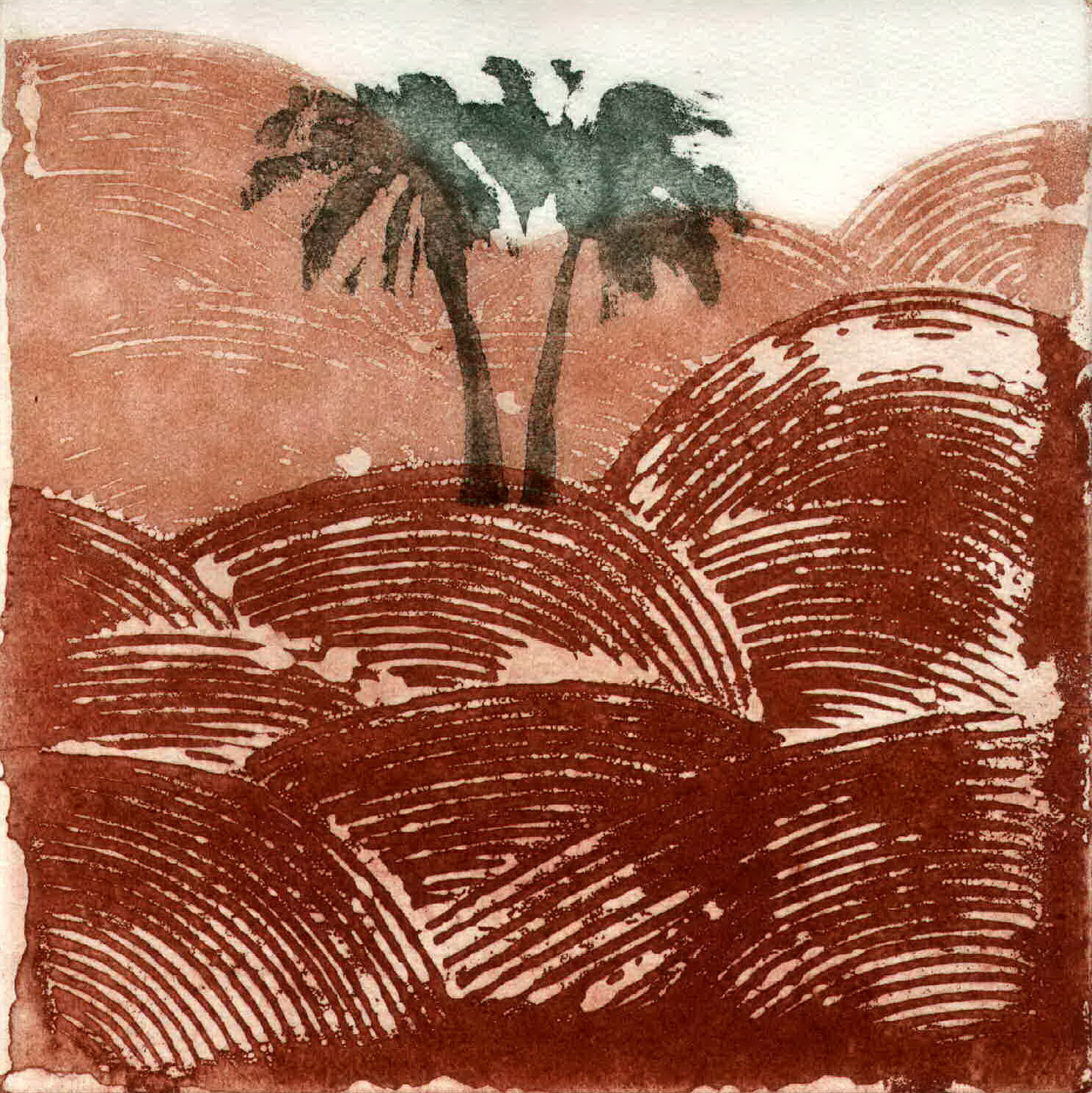
Palmiers en Egypte par Ingeborg Bernhard.

Isis, en tant qu'épouse d'Osiris, est la déesse associée aux rites funéraires. Après avoir retrouvé treize des quatorze parties du corps de son bien-aimé, assassiné et dépecé par Seth, son frère jaloux, elle lui donna le souffle de la vie éternelle, et lui donna un fils Horus.
Pour pouvoir se réjouir de la vie éternelle, les Égyptiens avaient besoin de faire conserver intact leur corps et leur nom. Être privé de l'un ou de l'autre était à leurs yeux le châtiment ultime. Le nom d'Akhénaton fut consciencieusement effacé de partout[pourquoi ?].
Le palmier est le symbole de la vie éternelle.

### Bible

#### Judaïsme
Le judaïsme proclame la pérennité de l’âme ; la Vie éternelle est l'un des fondements des croyances du judaïsme. Le Monde à venir dit « Olam haBa » est étroitement liée à l'eschatologie et au messianisme juif.
Il renvoie à deux concepts différents : le monde des âmes (Olam haneshamot עולם הנשמות) où se trouve l'âme de l'homme, séparée de son corps après la mort et recevant la rétribution pour ses actes effectués dans le monde des vivants (notion développée à l'époque de la Mishna et du Talmud), et ce monde-ci (Olam haZé) dit vulgairement « ici-bas », seulement une fois arrivé dans sa plénitude après la venue du Messie, soit à la « Fin des Jours » (gr. eschaton) (notion développée depuis le Talmud jusqu'à nos jours).
Dans le judaïsme, la mort « ne signifie nullement la disparition de l’être qui est contenu tout entier dans l’âme. Elle consacre, au contraire, l’achèvement de sa mission terrestre, et son accession à un monde éternel, lieu de la véritable béatitude », de la Vérité dans la lumière divine,.
Après la mort, l'âme de l'homme (fait à l'image de Dieu), qui détient donc une étincelle divine et possède un caractère d'éternité, quitte le corps tout en demeurant en relation avec lui tant qu'il n'est pas inhumé : l’âme flotte au-dessus du corps qu’elle contemple, « elle voit et entend tout ce qui se passe autour de son ancienne enveloppe charnelle », ensuite « l’âme procède à des voyages autour du corps pendant les douze premiers mois après le décès jusqu’au début de la décomposition de son ancienne enveloppe charnelle ».
Dans les textes juifs, la vie éternelle se dit Olam haBa (littéralement « Monde à venir ») mais aussi Gan Eden (Jardin des Délices céleste, autrement dit le Paradis), Sheol (Tombe) ou Guehinnom (fr. Géhenne, littéralement la « vallée de Hinnom » que le christianisme traduira plus ou moins par « purgatoire » mais qui ne ressemble pas à l'enfer chrétien).
Selon le judaïsme, les non-Juifs (Nations) ont droit au monde futur, donc à la vie éternelle, en fonction de leur observance des sept lois de Noé, sorte de religion universelle de la moralité humaine. Pour les Juifs dont les convertis, ce sont les 613 lois de la Torah (et leurs ramifications) dites mitzvot qui sont prises en compte pour accéder à l'Olam haBa. Ainsi, chaque action de l’homme a des répercussions au-delà de la mort. Néanmoins, « l'Eternel n’envoie jamais d’épreuves que l’Homme ne soit en mesure de surmonter et en conséquence, le monde de l’Au-delà demeure accessible, tant pour les Juifs que pour tous les êtres humains de la Terre ».
Le Tanakh (Torah, livre des Prophètes, Hagiographes) parle en plusieurs occurrences de gens notables « reposer avec leurs pères », par exemple pour Abraham (Gn 25,8), Ismaël (Gn 25,17), Isaac (Gn 35,29), Jacob (Gn 49,33), Moïse et Aaron (Dt 32,50) ou Josias (Js 22,20).
Dans le Midrash Rabba,  le recueil Genèse Rabba évoque l'histoire relatée en Job 29:18 de l'oiseau 'Hôl ou 'Hal  (עוף החול) qui ne mangea pas du fruit défendu et fut promis à l'éternité, selon les Massorètes.
La référence la plus explicite au Monde à venir se trouve dans le livre de Daniel (Da 12,2) : « Plusieurs de ceux qui dorment dans la poussière de la terre se réveilleront, les uns pour la vie éternelle, et les autres pour l'opprobre, pour la honte éternelle ». » Le Dieu unique, se révèle, se définit exclusivement comme Dieu vivant (El Hây), le Dieu de la vie. À la vie éternelle peut être associée la résurrection des morts (Té’hiyath Hamétim) dont la croyance compte parmi les principes de foi juive et qui, selon le judaïsme, aura lieu à la période messianique (Yémoth HaMachia’h), dans le cadre de ce monde-ci (Olam haZé), « puis, après le huitième millénaire, le monde actuel disparaitra et laissera place au monde futur éternellement » (Olam haBa),,.
D'autres occurrences bibliques ne laissent pas la place au doute :
- Jb 19,26 : « Quand ma peau sera détruite, il se lèvera ; quand je n'aurai plus de chair, je verrai Dieu »
- Dn 12:1-4 : « La multitude de ceux qui dorment dans le sol poussiéreux se réveilleront, ceux-ci pour la vie éternelle et ceux-là pour l’horreur éternelle »
- Is 26,19 : « Tes morts revivront, comme mon cadavre ils se lèveront. Réveillez vous et chantez vous, vous qui vivez dans la poussière »
- Ec 12:7 : « Alors la poussière retournera à la terre dont elle vient, et l'âme reviendra à Dieu qui l'a donnée »
- 1 Sa 2:6 : « Dieu fait mourir et il fait vivre, il fait descendre au séjour des morts et il en fait remonter  »
- Ps 30:4 : « Tu m’as fait remonter du séjour des morts, tu m’as fait revivre loin de ceux qui descendent dans le gouffre »

La résurrection des morts est omniprésente dans la liturgie juive, notamment dans la prière des Dix-huit bénédictions. Également dans la prière quotidienne du matin (Sha’harit), tournés vers Jérusalem, les Juifs louent celui qui restitue l’âme à des corps inanimés (Ha-mahazir neshamot li fegarim métim). Par ailleurs, une légende talmudique enseigne que durant le sommeil nocturne, l'homme est inanimé, comme mort, et au lever, l'Eternel lui rend son âme et redonne vie.

##### Commentaires et précaution
Le grand-rabbin de Paris et juge rabbinique Michel Gugenheim explique que « les commandements de la Thora – qui représentent le devoir principal sinon exclusif du peuple Juif et qui constituent la trame même de la vie Juive – sont intimement liés, dans l’écriture, au principe de la rétribution. Or, selon la Tradition, l’essentiel de cette récompense n’est destiné qu’à l’âme et n’est accordé qu’après la mort. Si bien que la vie ici-bas ne trouve son couronnement et sa pleine justification que dans la perspective de celle de l’Au-delà ».
Les maîtres de la Michna (les Tannaïm) enseignent qu'« Une heure de repentir et de bonnes actions en ce monde-ci (Olam haZé) vaut plus que toute la vie du monde futur (Olam haBa). Et une heure de félicité dans le monde futur vaut plus que toute la vie de ce monde-ci ». D'ailleurs, Le Zohar « dit que sans l’intercession des âmes pures en-haut, notre monde ne pourrait pas subsister ne serait-ce qu’un instant. Notre vie est fortement impactée par le travail de nos ancêtres dans cet autre monde ».
Les commentaires de la Michna indiquent également qu'après la résurrection des morts, les hommes vivront « normalement » durant toute la durée de l’époque messianique puis jouiront d’une vie éternelle dans le Monde futur (Olam haBa). Selon Moïse Maïmonide (Rambam), talmudiste qui fait référence, la résurrection des morts nous renverra dans le corps dans lequel nous avons vécu et agi ici-bas puis le monde futur succédera à l’époque messianique et sera peuplé de nos corps qui prendront alors une tout autre dimension, plus spirituelle, s'apparentant à ce que l'on nomme vulgairement les « anges »,.
Toutes ces notions doivent être abordées avec précaution et le Talmud de Babylone dit même qu'« on ne doit pas enseigner (interpréter) l’œuvre de la Création du Monde en public » et que certains sujets doivent être étudiés (donc enseignés) en un cercle déjà instruit, sérieux et concentré, très restreint, afin d'éviter les déformations dans l'interprétation et de gagner en qualité et en authenticité quant à la compréhension véritable de la Sagesse,.
Ainsi, rabbi Moché ‘Haïm Luzzato (Ram’hal) présente dans son Daâth Tébounoth un débat sur le sens de la vie humaine lors de son séjour terrestre et son devenir dans l’Au-delà, qui s'engage entre l’âme (de l'Olam haBa) et l’intellect (d'Ici-bas), représentant deux niveaux de conscience qui dialoguent. Pour l'appréhender, le Ram'hal indique qu'auparavant, il « est nécessaire de comprendre le sens divin de l’Histoire dans la conduite du Monde depuis sa Création et ce, jusqu’à la fin des Temps » (la Direction divine),.

#### Christianisme

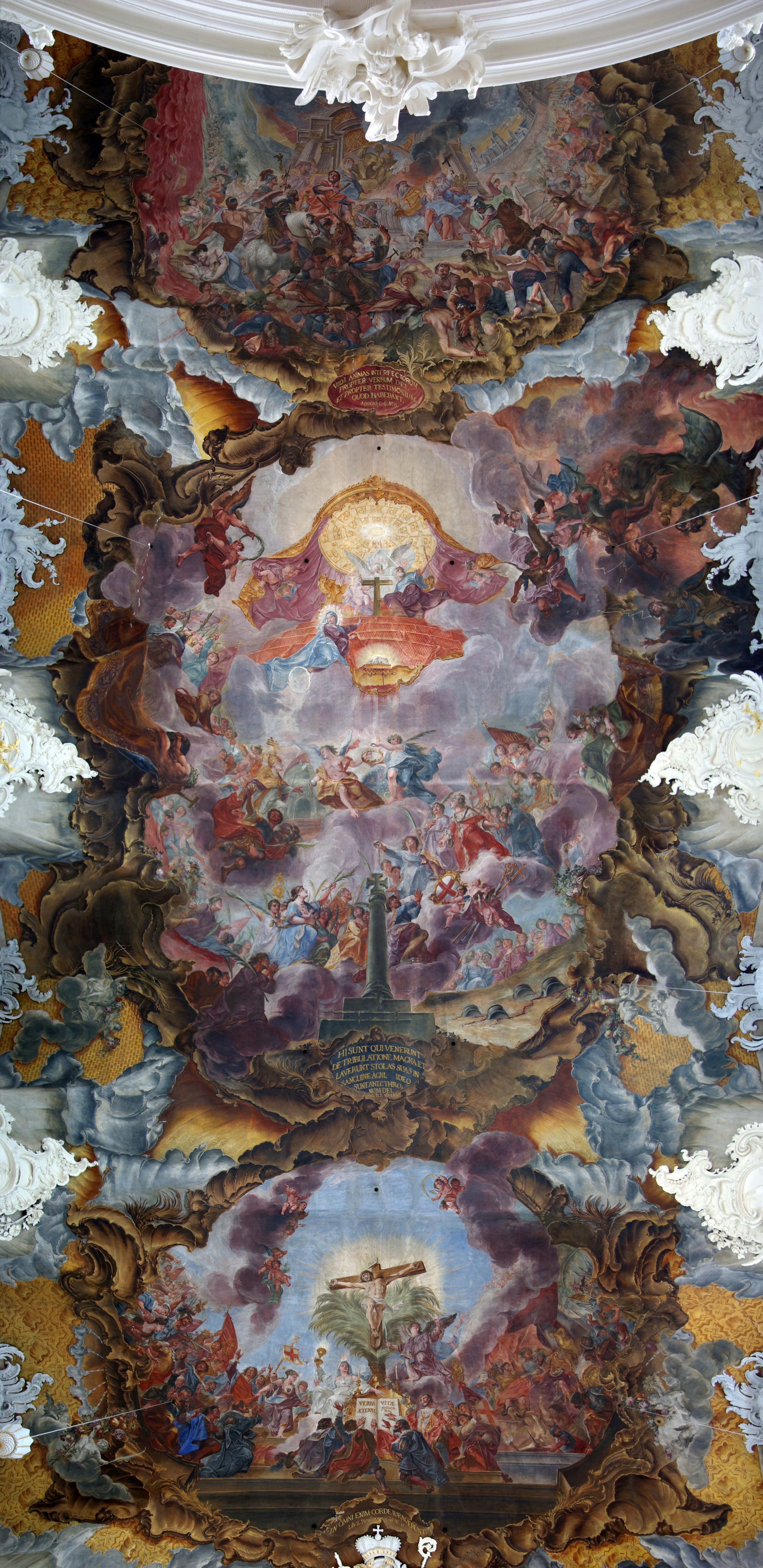
Fresque de l'église Saint-Paul à Trèves (Allemagne) dont inscriptions sur la croix : « Verba Aeternae Vitae Joan C6 V 69 » (paroles de la Vie Eternelle)
— Saint Jean, 6:68.

Le Nouveau Testament fait 43 fois référence à la vie éternelle ; l'auteur qui en fait le plus mention est l'apôtre Jean (17 mentions dans son évangile, 6 dans sa première épître).
Parmi ces références, énoncées par Jésus :
- Le discours des Béatitudes[21] qui exprime de manière émouvante cette justice divine qui rétribue le juste après sa mort.
- « Quiconque vit et croit en moi ne mourra jamais. » (évangile de Jean 11, 26).
- « Car Dieu a tant aimé le monde, qu'Il a donné Son Fils unique afin que quiconque croit en Lui ne périsse point, mais qu'il ait la vie éternelle. » (Évangile de Jean, chapitre 3, verset 16).
- « Or, la vie éternelle, c’est qu’ils te connaissent, toi, le seul vrai Dieu, et celui que tu as envoyé, Jésus-Christ. » (Jn 17:3).

Dans la Torah, le patriarche Hénoch et le prophète Élie montent au ciel sans mourir.

##### Dogme de l'Église catholique
Ce thème de la vie éternelle est un des quatre thèmes du credo (les trois autres étant la Trinité, l'Église et le pardon des péchés).
Le « credo » (« je crois » en latin) est un texte qui énonce la foi catholique (« catholique » = universel en grec) depuis les origines sous la forme du Symbole des apôtres, puis sous la forme du Symbole du concile de Nicée-Constantinople (an 385).
« Je crois à la vie éternelle » est un article du credo selon la formule originelle du Symbole des apôtres, prolongeant l'article « je crois à la résurrection de la chair », où le terme « chair » désigne l'homme dans sa condition de faiblesse et de mortalité, rachetée par le « Verbe fait chair ».
Le credo selon le symbole de Nicée-Constantinople, professe, lui, la « résurrection des morts ».
Cela signifie que l'état définitif de l'homme ne sera pas seulement l'âme spirituelle séparée du corps, mais que les corps mortels seront appelés à reprendre vie, au dernier jour, incorruptibles.
Toutefois la « vie éternelle » commence avant cette résurrection finale des corps : « la vie éternelle est la vie qui commence aussitôt après la mort » pour l'âme immortelle qui est séparée du corps qui, lui, tombe en corruption.
« La vie du monde à venir » désigne le fait de la vie après la mort. Au-delà de cette question de la vie après la mort se pose surtout la question du jugement de chacun et des conditions de cette vie : purgatoire, enfer, paradis.

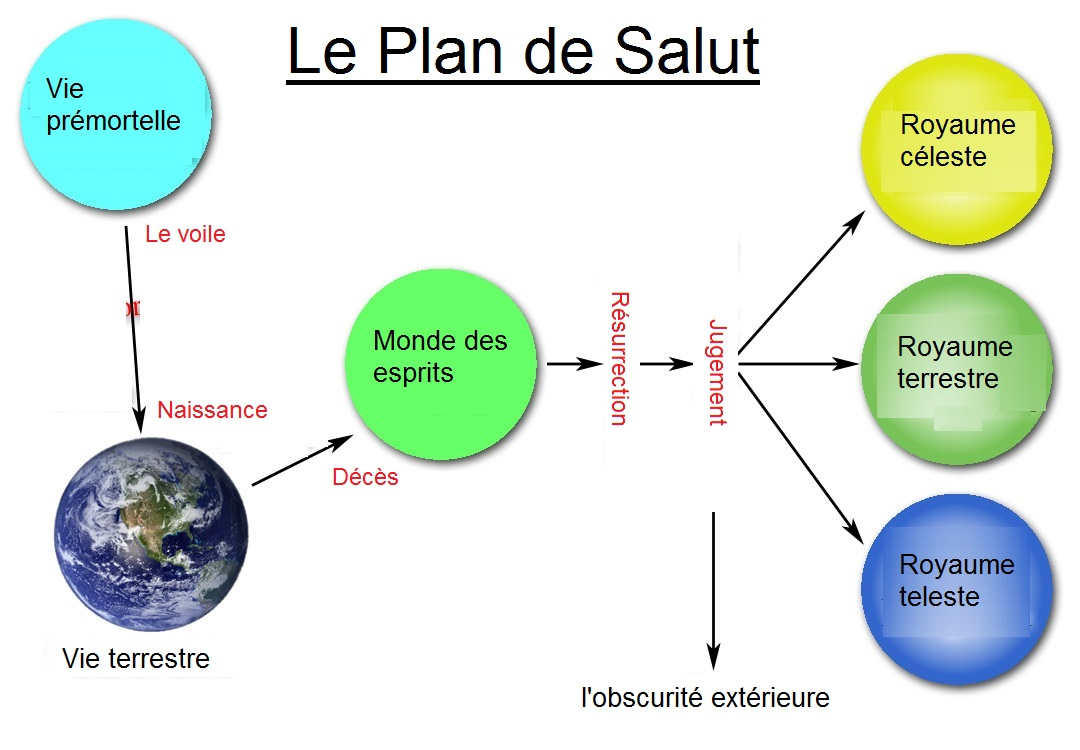
Plan de Salut dans le mormonisme, menant à l'un des trois Royaumes.